# لويتن b
لويتن b هو كوكب خارج المجموعة الشمسية مؤكد في كوكبة الكلب الأصغر يقع على مسافة 12.2 سنة ضوئية ضمن المنطقة الصالحة للسكن التابعة لنجم لويتن. كوكب لويتن b من أحد الكواكب المكتشفة الأكثر شبهاً بالأرض وثالث أقرب كوكب خارج المجموعة الشمسية محتمل أن يكون صالح للسكن، ولايوجد أقرب منة إلا قنطور الأقرب b وكوكب روس 128 b .اكتشف كوكب لويتن b في 2017 باستخدام طريقة قياس السرعة الشعاعية من خلال جهاز الباحث الكوكبي بالسرعة الشعاعية عالية الدقة (HARPS) في مرصد لاسيلا تشيلي.

## خصائص
لويتن b من المرجح أن يكون كوكب صخري ويصنف من فئة أشباه الأرض الضخمة وهذا يعني أن كتلتة ونصف قطرة أكبر من الأرض، ولكن أقل من أورانوس أو نبتون.